# Съюзници във Втората световна война
Съюзниците във Втората световна война се нарича военно-политическият съюз, обединил противниците на Страните от Оста през Втората световна война. Съюзът популярно е наричан още Антихитлеристка коалиция или Антифашистка коалиция.

## Преди и в началото на войната
Съюзът между Великобритания, Франция и Полша е създаден по силата на гаранциите, които двете Велики сили дават за териториалната цялост на Полша през март 1939 г. Ако Германия нападне Полша, другите две са длъжни да обявят война на Германия и така да защитят своя съюзник. Затова когато такова нападение действително е предприето (1 септември 1939 г.), Великобритания и Франция обявяват война на Германия (3 септември), с което реално започва Втората световна война. Австралия и Нова Зеландия се включват веднага, следвайки Великобритания. Южноафриканският министър-председател Бари Херцог отказва да обяви война, което довежда до сриването на неговото коалиционно правителство на 6 септември. Новият министър-председател Жан Смутс обявява война същия ден. Канада обявява война на Германия на 10 септември. На 17 септември СССР напада Полша от изток, а на 30 ноември атакува Финландия. През 1940 г. към СССР са присъединени Естония, Латвия, Литва и части от Румъния.
Този съюз е кратковременен, защото Полша е окупирана от германски и съветски войски след по-малко от месец, а Франция капитулира на 22 юни 1940 г. след кратка битка (виж Битката за Франция).

## През 1941 г.
След нападението на Германия над СССР на 22 юни 1941 г., още на 12 юли 1941 г. Великобритания и СССР подписват договор за военно сътрудничество, според който Великобритания се ангажира да снабдява СССР с най-необходимите продукти, техника и боеприпаси срещу Германия. Великобритания е начело с Уинстън Чърчил, а СССР начело с Йосиф Сталин. Чърчил не е склонен да задълбочава „приятелството“ си със Сталин, но президентът на САЩ Франклин Рузвелт настоява за политически договор, който да ангажира СССР за следвоенното демократично уреждане на света. Такъв се подписва само между Великобритания и СССР през март 1942 г. Отношенията между САЩ и Великобритания остават нерегулирани от договори, макар че двете държави подписват общи декларации за своите военни цели. Такава е Атлантическата харта от 14 август 1941 г., подписана от президента на САЩ Франклин Делано Рузвелт и министър-председателя на Великобритания Уинстън Чърчил. Създадена е съгласувана позиция на двете страни във Втората световна война. След нападението на Япония над САЩ от 8 декември 1941 г., САЩ и Обединено кралство Великобритания и Северна Ирландия са във война с Япония.
Трите големи (или Велики сили): Великобритания, САЩ и СССР са естествени съюзници, но договорните отношения между тях са установени значително по-късно от реалното начало на тяхното сътрудничество.

## Обединени нации срещу страните от Оста
Антифашистката коалиция се разширява значително на 1 януари 1942 г., когато във Вашингтон към трите големи държави се присъединяват още 21. Те всички подписват Декларацията на Обединените нации (обединените нации са обединени от съюза си против Хитлер). Освен САЩ, Великобритания и СССР се подписват още: Китай, Австралия, Белгия, Канада, Коста Рика, Куба, Чехословакия, Доминиканската република, Ел Салвадор, Гърция, Гватемала, Хаити, Хондурас, Индия, Люксембург, Холандия, Нова Зеландия, Норвегия, Панама, Южна Африка и Югославия. Прави впечатление отсъствието на окупирана Франция, която по това време е съюзник на Германия (режимът Виши), а движението „Свободна Франция“ на Шарл дьо Гол още не е признато като страна в международните отношения.
През септември 1943 г. Италия подписва примирие с Антихитлеристката коалиция, а на 13 октомври обявява война на Германия, италианските войски още през септември 1943 г. започват активни бойни действия срещу германската армия както на италианска територия, така и на територията на окупираните дотогава от Италия територии в Югославия, Албания, Гърция и Франция, след което СССР, САЩ и Великобритания излизат с обща правителствена декларация, че признават статут на Италия на съвместно воюваща държава и правото на италианския народ да се бори за свободата си, на 23 август 1944 г. и на 8 септември 1944 г. съответно Румъния и България обявяват война на Германия, подписват малко по-късно примирия с Антихитлеристката коалиция и изпращат румънски и български войски на фронтовете в Югославия, Унгария, Чехословакия, Гърция и Австрия, където те започват активни бойни действия срещу германските войски.
Ръководителите на трите Велики сили в коалицията поддържат чести контакти и се срещат три пъти на конференции, в които обсъждат хода на войната и бъдещето на света: през ноември – декември 1943 г. в Техеран, през февруари 1945 г. в Ялта (на Кримския полуостров) и през юли 1945 г. в Потсдам (край Берлин). Опитите да се запази коалицията и след края на войната се провалят въпреки провежданите от 1945 до 1947 г. срещи на външните министри. Коалицията е съвпадение на интересите само за войната, предизвикана от агресията на Германия и след отпадането на заплахата бързо се разпада.

## Хронология на присъединяване
След нападането на Полша
- Полша: 1 септември 1939
- Обединено кралство: 3 септември 1939
- Австралия: 3 септември 1939
- Нова Зеландия: 3 септември 1939
- Франция: 3 септември 1939
- Непал: 4 септември 1939
- Южноафрикански съюз: 6 септември 1939
- Канада: 10 септември 1939

След Странната война
- Норвегия: 9 април 1940
- Белгия: 10 май 1940
- Люксембург: 10 май 1940
- Холандия: 10 май 1940
- Гърция: 28 октомври 1940
- Кралство Югославия: 6 април 1941 (Страната подписва тристранния пакт на 25 март, но вследствие на извършения държавен преврат от група проанглийско настроени офицери и граждански политици държавата фактически излиза от Тройния пакт и е нападната ог Германия на 6 април)

След нападането на СССР
- Съветски съюз: 22 юни 1941 (дотогава неутрален и в приятелски отношения с оста)
- Тувинска народна република: 25 юни 1941 (присъединена към Съветския съюз през 1944)

След атаката на Пърл Харбър
- Панама: 7 декември 1941
- САЩ: 8 декември 1941
- Коста Рика: 8 декември 1941
- Доминиканска република: 8 декември 1941
- Салвадор: 8 декември 1941
- Хаити: 8 декември 1941
- Хондурас: 8 декември 1941
- Никарагуа: 8 декември 1941
- Република Китай: 9 декември 1941 (Във война с японската империя от 1937)
- Гватемала: 9 декември 1941
- Куба: 9 декември 1941
- Чехословакия: 16 декември 1941 (Чешките земи са били окупирани от Германия от 15 март 1939)

След подписването на Декларацията на Обединените нации
- Перу: 12 февруари 1942
- Мексико: 22 май 1942
- Бразилия: 22 август 1942
- Етиопия: 14 декември 1942 (дотогава окупирана от фашистка Италия)
- Ирак: 17 януари 1943 (окупирана от съюзниците през 1941)
- Боливия: 7 април 1943
- Иран: 9 септември 1943
- Италия: 13 октомври 1943(до 8 септември 1943 г. членка на Оста)
- Колумбия: 26 ноември 1943
- Социалистическа федеративна република Югославия: 1 декември 1943[5]

След англо-американския десант в Нормандия
- Румъния: 23 август 1944 (дотогава членка на оста)
- България: 8 септември 1944 (дотогава членка на оста)
- Сан Марино: 21 септември 1944
- Албания: 26 октомври 1944 (дотогава окупирана от фашистка Италия)
- Унгария: 20 януари 1945 (дотогава членка на оста)
- Бахауалпур: 2 февруари 1945
- Еквадор: 2 февруари 1945
- Парагвай: 7 февруари 1945
- Уругвай: 15 февруари 1945
- Венецуела: 15 февруари 1945
- Турция: 23 февруари 1945
- Ливан: 27 февруари 1945
- Саудитска Арабия: 1 март 1945
- Финландия: 4 март 1945 (дотогава съюзник на Оста, съюзник на Обединените Нации в Лапландската война)
- Аржентина: 27 март 1945
- Чили: 11 април 1945

След съветската операция в Манджурия по договореност със западните съюзници
- Монголска народна република: 9 август 1945

Победени държави подписали примирие с антихитлеристката коалиция на които е признат статут на съвместно воюваща страна
- Италия: 13 октомври 1943